# Deutsches Tanzsportabzeichen
Das Deutsche Tanzsportabzeichen (DTSA) ist eine Auszeichnung, die nach einer Prüfung von den Landestanzsportverbänden des Deutschen Tanzsportverbandes verliehen wird. Es existiert in vier verschiedenen Stufen, die nacheinander erworben werden können:
- Bronze – Für das Deutsche Tanzsportabzeichen in Bronze müssen drei Tänze geprüft werden, wobei in jedem Tanz mindestens vier Figuren gezeigt werden müssen.
- Silber – Für das Tanzsportabzeichen in Silber müssen vier Tänze geprüft werden, wobei in jedem Tanz mindestens sechs Figuren gezeigt werden müssen.
- Gold – Für jedes der Abzeichen in Gold müssen fünf Tänze geprüft werden, wobei in jedem Tanz mindestens acht Figuren gezeigt werden müssen.
- Brillant – Für jedes der Abzeichen in Brillant müssen sechs Tänze geprüft werden, wobei in jedem Tanz mindestens zehn Figuren gezeigt werden müssen.

Zwischen der Bronzeprüfung und der Silberprüfung müssen mindestens 4 Monate vergangen sein. Dies gilt auch für den Zeitraum zwischen Silber- und erster Goldprüfung.
Die Gold-Prüfung kann jährlich wiederholt werden, was bei der zweiten Wiederholung durch einen Kranz („Gold mit Kranz“) und nach der 10., 15., 20. etc. Abnahme durch eine zusätzliche Zahl („Gold mit Kranz und Zahl“) auf dem Abzeichen deutlich gemacht wird.
Der Prüfling darf sich die Tänze selbst aussuchen und auf eigene Musik tanzen. Folgende Tänze können geprüft werden: Langsamer Walzer, Line Dance, Tango, Wiener Walzer, Slowfox, Quickstep, Samba, Cha-Cha-Cha, Rumba, Paso Doble, Jive, Discofox, Salsa, Tango Argentino und New-Vogue-Tänze. Auf Antrag an den DTV-Beauftragten können auch weitere Tänze geprüft werden.
Bewertet werden Musikalität, Balancen und der Bewegungsablauf. Es gibt keine Bewertung in Form von Noten oder Punkten. Wenn der Prüfer eine Leistung für nicht ausreichend hält, ist es dem Paar erlaubt, noch einen Ersatztanz, den es bisher nicht gezeigt hat, zu zeigen.

## Sonstiges
Das Deutsche Tanzsportabzeichen stellt keine Konkurrenz zum Deutschen Tanzabzeichen dar. Es sind zwei unabhängig voneinander bestehende Abzeichen. Allerdings ist das Deutsche Tanzsportabzeichen dem vom Deutschen Olympischen Sportbund ausgestellten Deutschen Sportabzeichen gleichgestellt und somit offiziell gefördert. Auch diverse Krankenkassen erkennen es in ihrem Bonussystem an.